# Pilherodius pileatus
Pilherodius pileatus là một loài chim trong họ Diệc.
Loài này được tìm thấy ở Bolivia, Brasil, Colombia, Ecuador, Guiana thuộc Pháp, Guyana, Panama, Paraguay, Peru, Suriname, và Venezuela. Môi trường sống tự nhiên của chúng là các sông, đầm lầy và hồ nước ngọt.